# Cova de can Bordils
Cova de can Bordils este o arie protejată (arie specială de conservare — SAC, sit de importanță comunitară — SCI) din Spania întinsă pe o suprafață de 1 ha, integral pe uscat.

## Localizare
Centrul sitului Cova de can Bordils este situat la coordonatele 39°33′28″N 3°21′06″E / 39.5579°N 3.3517°E.

## Înființare
Situl Cova de can Bordils a fost declarat sit de importanță comunitară în iulie 2000 pentru a proteja un număr necunoscut de specii din flora spontană și fauna sălbatică aflate în arealul zonei. Situl a fost protejat și ca arie specială de conservare în martie 2015.

## Biodiversitate
Situată în ecoregiunea mediteraneană, aria protejată conține 1 habitat natural: Peșteri inaccesibile publicului.
La baza desemnării sitului se află un număr nedeclarat de specii protejate.